# Астерас (футбольний клуб)
«Астерас Триполі» (грец. ΠΑΕ Αστέρας Τρίπολης) — грецький футбольний клуб з міста Триполі, заснований у 1931 році. Відомий тим, що зміг за три сезони піднятися з четвертого грецького дивізіону Дельта Етнікі до першого — Грецької Суперліги.

## Титули та досягнення
- Бета Етнікі: 2007.
- Гамма Етнікі: 2006.
- Дельта Етнікі: 2005.
- Місцеві чемпіонати: 1958, 1959, 1960, 1961, 1962, 1988, 1990, 2003.

## Історія виступів у національних лігах
- Альфа Етнікі: 4 сезони (2007-2008, 2008-2009, 2009-2010, 2010-2011)
- Бета Етнікі: 3 сезони (1961-1962, 1962-1963, 2006-2007)
- Гамма Етнікі: 1 сезон (2005-2006)
- Дельта Етнікі: 5 сезонів (1990-1991, 1991-1992, 1992-1993, 2003-2004, 2004-2005).

## Відомі гравці
Греція
- Міхаліс Клокідіс
- Костас Фортуніс

Інші країни
- Патрік Зунді
- Тресор Лунтала
- Жольт Бараньйош
- Соломон Грімс
- Фріц Емеран
- Зауад Заїрі
- Лусіо Філомено
- Мауро Раміро Мілано

## Виступи в єврокубках
Останнє оновлення: 3 серпня 2018
| Сезон   | Змагання    | Раунд   | Клуб              | Вдома | На виїзді | В сукупності |  |
| ------- | ----------- | ------- | ----------------- | ----- | --------- | ------------ |  |
| 2012–13 | Ліга Європи | 2К      | Інтер Баку        | 1–1   | 1–1       | 2–2 (4–2 п)  |  |
| 2012–13 | Ліга Європи | 3К      | Марітіму          | 1–1   | 0–0       | 1–1 (г)      |  |
| 2013–14 | Ліга Європи | 3К      | Рапід Відень      | 1–1   | 1–3       | 2–4          |  |
| 2014–15 | Ліга Європи | 2К      | РоПС              | 4–2   | 1–1       | 5–3          |  |
| 2014–15 | Ліга Європи | 3К      | Майнц             | 3–1   | 0–1       | 3–2          |  |
| 2014–15 | Ліга Європи | ПО      | Маккабі Тель-Авів | 2–0   | 1–3       | 3–3 (г)      |  |
| 2014–15 | Ліга Європи | Група C | Тоттенгем         | 1–2   | 1–5       | 3-є місце    |  |
| 2014–15 | Ліга Європи | Група C | Бешикташ          | 2–2   | 1–1       | 3-є місце    |  |
| 2014–15 | Ліга Європи | Група C | Партизан          | 2–0   | 0–0       | 3-є місце    |  |
| 2015–16 | Ліга Європи | Група K | Шальке            | 0–4   | 0–4       | 3-є місце    |  |
| 2015–16 | Ліга Європи | Група K | АПОЕЛ             | 2–0   | 1–2       | 3-є місце    |  |
| 2015–16 | Ліга Європи | Група K | Спарта Прага      | 1–1   | 0–1       | 3-є місце    |  |
| 2018–19 | Ліга Європи | 2К      | Гіберніан         | 1–1   | 2–3       | 3–4          |  |

Notes
- 2К: Другий кваліфікаційний раунд
- 3К: Третій кваліфікаційний раунд
- ПО: Раунд плей-оф